# Giovanni Ansaldo (imprenditore)
Giovanni Ansaldo (Genova, 1815 – Genova, 1859) è stato un imprenditore, ingegnere e architetto italiano.

## Biografia
Giovanni Ansaldo - conosciuto anche come Gio. Ansaldo -  nel 1837 termina gli studi di scuola secondaria, successivamente si distingue negli studi universitari laureandosi prima in ingegneria civile nel 1840 e poi in ingegneria idraulica nel 1841.
Dopo la laurea, lavora come architetto per alcune famiglie nobili genovesi, progettando e costruendo ville in Riviera, si interessa all'edilizia religiosa e collabora con l'amministrazione comunale, in diverse commissioni urbanistiche.
Lascia la professione dopo il matrimonio con Giuditta Muratori, figlia di un imprenditore tessile: grazie alla ricca dote della moglie può dedicarsi alla carriera accademica e, dopo avere ottenuto la libera docenza nel 1847 e l'incarico universitario per l'insegnamento di geometria descrittiva, nel giugno del 1850 è nominato professore di analisi infinitesimale all'Università di Genova, dove si afferma come esponente di spicco del movimento liberale moderato nell'ambito della cultura della seconda metà dell'Ottocento.
Nel 1846 è membro della Società economica di manifatture e commercio, fondata per organizzare l'VIII congresso degli scienziati italiani, tenutosi a Genova nel settembre dello stesso anno.
Guidò la cattedra di Meccanica applicata alle arti, uno degli insegnamenti basilari della scuola tecnica serale per formare operai qualificati, aperta nel novembre 1847, e assunse ancora molto giovane la responsabilità e la guida organizzativa di una fabbrica da poco fallita, la Taylor & Prandi, che peraltro era stata una delle maggiori del nord Italia.
Eletto nel Consiglio comunale, sostenne la fondazione a Genova di un istituto tecnico navale e diresse una Commissione ministeriale per il riordinamento delle scuole di nautica e di navigazione; nel 1851 fu chiamato dal Ministro dei Lavori pubblici a far parte del Consiglio speciale per le strade ferrate.

### Fondazione dell'azienda Giovanni Ansaldo e Co.
Tra il 1852 ed il 1853 nasce la Giovanni Ansaldo e Co. società in accomandita semplice, di cui Ansaldo è socio ed accomandatario e che fu una pietra miliare nella storia del lavoro industriale nel capoluogo ligure. In seguito alla deludente esperienza della Taylor & Prandi, il Governo decide nel 1852 la cessione dello stabilimento meccanico di Sampierdarena – considerato ancora strategico per lo sviluppo industriale dello Stato – all'impresa di Ansaldo, il quale, grazie alle proprie conoscenze con personaggi politici di livello europeo, riuscì ad acquisire via via importanti commesse all'interno della nuova industria metalmeccanica.
Dal 1853 Giovanni Ansaldo affianca quindi alla sua attività accademica e di studioso quella di direttore dell'impianto per le produzioni meccaniche .
Lo stabilimento meccanico è negli anni Cinquanta una delle più grandi imprese dello Stato, con una forza lavoro che cresce da 200 operai nel 1853 a più di 750 nel 1857 ma, nonostante la produzione di locomotive risulti soddisfacente – grazie alle commesse statali –, non si realizza lo sviluppo atteso nelle costruzioni marittime, mentre stenta a definirsi un'adeguata organizzazione e specializzazione produttiva; anche i conti economici dell'impresa presentano utili modesti a fronte di un crescente indebitamento verso la Banca nazionale, rinnovato grazie all'aiuto del Direttore dell'istituto Carlo Bombrini. L'attivismo di Ansaldo – che resta uno studioso, profondo conoscitore di tecnologie – non appare sostenuto da competenze organizzative adeguate; dissidi tra i soci minano presto anche gli equilibri societari e alla fine del decennio Cinquanta si apre per l'impresa una fase di crisi, che desta la preoccupazione dello stesso governo sabaudo: prima che il governo decida il passaggio dello stabilimento meccanico ad un altro imprenditore, Giovanni Ansaldo muore nel 1859 e viene sepolto nel Cimitero monumentale di Staglieno.
La direzione della Giovanni Ansaldo e Co. passa a Luigi Orlando (fino al 1866), ma le prospettive della società, seppure sostenute temporaneamente dalle commesse della Seconda guerra d'indipendenza, restano alquanto incerte. Soltanto a partire dai primi anni Ottanta l'andamento dell'azienda migliora, grazie a un flusso consistente di commesse statali.

## Archivio
La documentazione relativa all'attività dell'Ansaldo dalla sua fondazione nel 1853 fino al 2002 è conservata presso la Fondazione Ansaldo - Archivio economico delle imprese liguri, nel fondo Ansaldo, che raccoglie la documentazione dell'omonima azienda e di quelle ad essa in vario modo collegate.